# Chiesa della Misericordia (Grosseto)
La chiesa di San Giovanni Battista, nota comunemente come chiesa della Misericordia, è la chiesa dell'omonima confraternita di Grosseto.
La chiesa, situata alla sinistra dei locali appartenenti alla Misericordia di Grosseto, si affaccia sulla piazza del centro storico dedicata ai martiri d'Istia.

## Storia

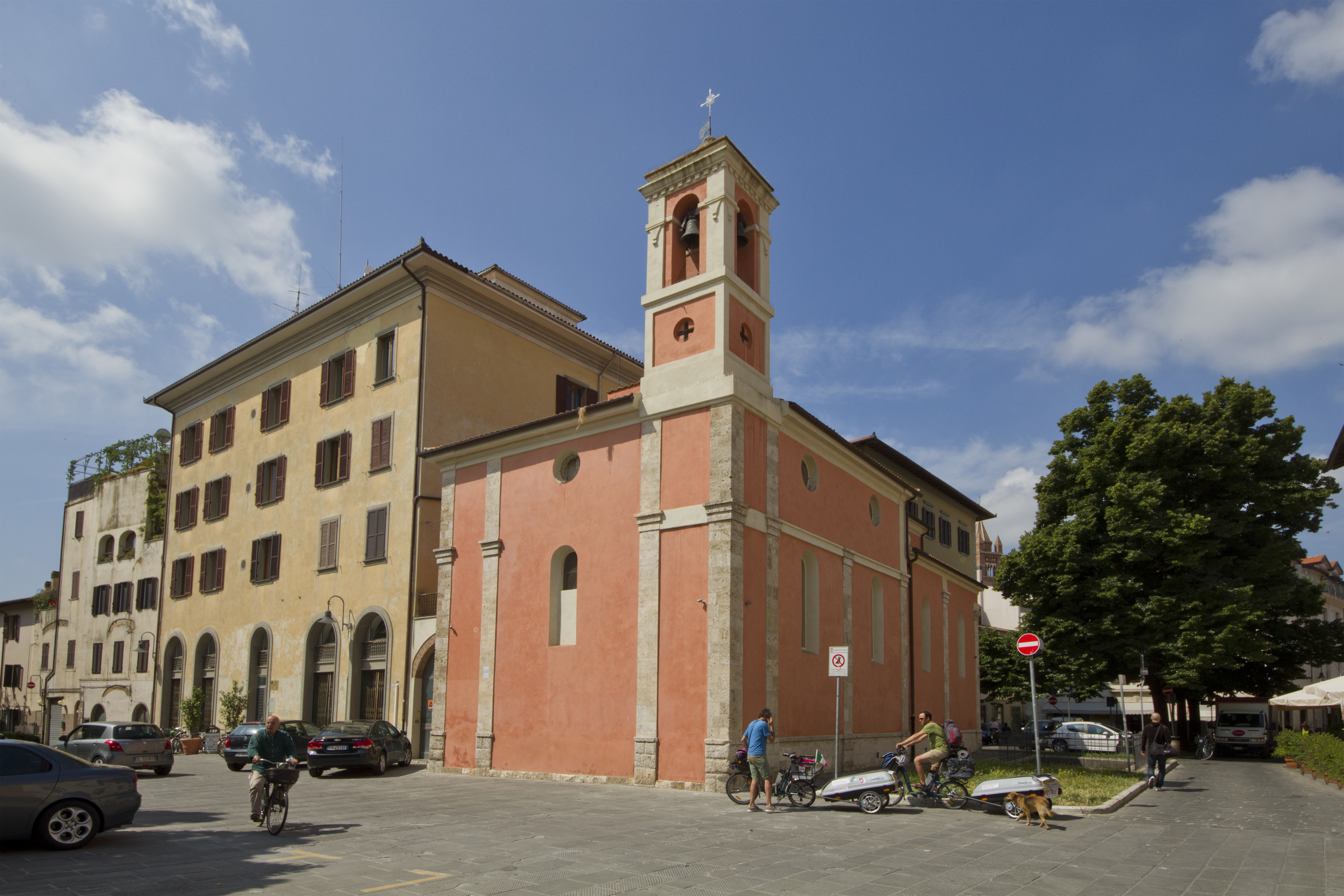
Il retro della chiesa su piazza della Palma

L'edificio religioso sorse attorno alla metà del XIX secolo, nel punto in cui sorgeva la preesistente chiesa di San Leonardo, che venne costruita attorno alla metà del XII secolo come oratorio con annesso spedale, e demolita nel 1844.
Secondo la tradizione, l'intero complesso era stato donato dagli Aldobrandeschi all'Ordine dei templari che, in provincia di Grosseto si erano stabiliti anche a Rocchette di Fazio, dove avevano come luoghi di riferimento la pieve di Santa Cristina e l'Ospedaletto. Il complesso venne abbandonato dai templari dopo lo scioglimento dell'Ordine avvenuto nel 1312, quando passò ad un'altra confraternita. Nei secoli successivi la chiesa e l'annesso spedale andarono incontro ad un periodo di lento ma inesorabile degrado che ebbe termine con un restauro avvenuto nella seconda metà del XVI secolo. Nei primi anni del XVII secolo iniziò ad operare nel complesso la Misericordia, anche se la concessione ufficiale avvenne soltanto alla fine del secolo successivo, dopo l'abbandono della preesistente sede presso la chiesa di San Giovanni Decollato.
In seguito alla demolizione di San Leonardo, la chiesa venne quasi interamente ricostruita e fu elevata ad arciconfraternita nel 1854. In passato, la chiesa custodiva alcune pregevoli opere d'arte, attualmente esposte al Museo d'arte sacra della diocesi di Grosseto, tra le quali spicca una "Madonna con il bambino" realizzata in stile rinascimentale da Segna di Bonaventura. La chiesa è stata poi ristrutturata e restaurata dall'ingegnere Ernesto Ganelli nel 1968.
L'edificio è stato interamente restaurato nel 2010.

## Descrizione
La chiesa della Misericordia presenta la facciata a due ordini con basamento in travertino, tripartita da lesene con capitello sommitale, con il portone sovrastato da un timpano che si apre nella partizione centrale; nelle due partizioni laterali sporgono due caratteristiche luminarie (una per lato). L'ordine superiore della facciata presenta la partizione centrale più alta che culmina con un frontone sovrastato da una croce; le due partizioni laterali, più basse, sono chiuse in alto da piccoli frontoni tagliati a metà nella parte mediale.
Il campanile si eleva nella parte posteriore sinistra.